# Una ragazza di Praga
Una ragazza di Praga è un film del 1969 diretto da Sergio Pastore. Come si evince dalla locandina del film, l’opera segna il ritorno sul grande schermo di una delle più importanti dive del muto, Francesca Bertini qua alla sua penultima apparizione sul grande schermo.

## Trama
Una giovane donna cecoslovacca, Maria Kransiski, fugge dal suo paese e dalla dittatura comunista e si rifugia a Roma accolta da una connazionale divenuta una attrice famosa. Nella città eterna viene sedotta da uno scrittore italiano che l'abbandona non appena scopre che aspetta un figlio. La ragazza, dopo essere stata indotta ad abortire, decide di tornare in patria, nonostante si sia appena conclusa la violenta repressione sovietica che ha posto fine alla primavera di Praga. Poco dopo il suo rientro viene catturata ed eliminata.